# Аминов, Маил Султанович
Маил Султанович Аминов (8 апреля 1932, Касумкент, Касумкентский район, Дагестанская АССР, РСФСР, СССР — 4 апреля 2007) — советский и российский учёный, доктор технических наук, ректор Дагестанского государственного технического университета (1983—2002).

## Биография
Родился 8 апреля 1932 года в селении Касумкент Касумкентского района. По национальности — лезгин. В 1950 году после окончания касумкентской средней школы с золотой медалью средней школы поступил в Одесский технологический институт. После окончания института начал трудовую деятельность на консервном заводе совхоза им. Герейханова главным механиком, а затем и главным инженером. В 1958 году поступил в аспирантуру при Одесском технологическом институте, получив учёную степень, остался работать в институте старшим преподавателем кафедры. В 1962 году его приглашают в Дагестанский государственный университет, где он был единственным в ту пору кандидатом технических наук на кафедре технологии консервирования. В 1968 году после открытия в ДГУ кафедры оборудования и автоматизации производства был назначен её заведующим. В 1969 году он защитил докторскую диссертацию при Ленинградском технологическом институте и стал первым доктором технических наук в ДГУ. С 1972 года со дня открытия Дагестанского политехнического института, его жизнь связана с этим вузом. С 1972 по 1974 годы он работал заведующим кафедрой. С 1974 по 1983 годы работал проректором по научной работе. С 1983 по 2002 годы Аминов был ректором Дагестанского государственного технического университета. 4 апреля 2007 года Маила Султанова не стало.

## Награды и звания
- Заслуженный деятель науки Дагестана;
- Заслуженный деятель науки России;
- Почётный работник высшего профессионального образования Российской Федерации.